# Groupe de NGC 5798
Le groupe de NGC 5798 est un trio de galaxies situé dans la constellation du Bouvier. La distance moyenne entre ce groupe et la Voie lactée est d'environ 28,0 Mpc (∼91,3 millions d'al). 

## Membres
Le tableau ci-dessous liste les trois galaxies du groupe indiquées dans l'article de A.M. Garcia paru en 1993.
| Nom      | Class.   | Type                        | α (J2000.0)   | δ (J2000.0) | Vitesse radiale (km/s) | m            | Distance (Mpc) | Dimension (kal) |
| -------- | -------- | --------------------------- | ------------- | ----------- | ---------------------- | ------------ | -------------- | --------------- |
| NGC 5789 | SBd, Sdm | Spirale barrée magellanique | 14h 56m 35.5s | 30° 14′ 03″ | 1811 ± 1               | 13,6         | 29,0 ± 2,0     | 33              |
| NGC 5798 | Im?      | Irrégulière magellanique    | 14h 57m 38.0s | 29° 58′ 07″ | 1788 ± 5               | 13,0         | 28,6 ± 2,0     | 56              |
| UGC 9597 | Sm?      | Spirale magellanique        | 14h 55m 00.1s | 30° 49′ 29″ | 1743 ± 3               | 14,471 asinh | 28,0 ± 2,0     | 47              |

Le site DeepskyLog permet de trouver aisément les constellations des galaxies mentionnées dans ce tableau ou si elles ne s'y trouvent pas, l'outil du site constellation permet de le faire à l'aide des coordonnées de la galaxie. Sauf indication contraire, les données proviennent du site NASA/IPAC.